# 神山スキーランド
神山スキーランド（かみやまスキーらんど）は、徳島県名西郡神山町にかつて存在した人工スキー場である。

## 概要
コースは1本でWの文字を左に倒したような3回屈曲するコース形状であった。長さはGoogle マップの航空写真でわずかに見えるWの形を計測すると250m前後である。リフトは1基のみで、現在も残っている。2022年（令和4年）時点での地理院地図では谷底から南東方向に延びるリフトが記載されている。
2021年（令和3年）に収録されたと思われるケーブルテレビの番組では、1959年（昭和34年）の操業で、現在は団体客と長期客のみ受け入れていると創業者の孫が説明している。また長らく釣り堀としても営業しており、釣れた魚を使った食事の提供も行っていた。
スキー場およびホテルは、古代文明の研究者でもあった地中孝が創業者で、この人物は2000年（平成12年）5月に三ツ木地区に稲飯神社を創建している。同神社は日ユ同祖論に関係しており、三柱鳥居や神代文字に類似する文字（神山文字）が見られ、ミステリースポット扱いされている。

## リフト
リフト×1 

## コース
コース×1